# Crapaudine de Guillon
Sideritis hyssopifolia subsp. guillonii
Sous-espèce
Classification phylogénétique
La crapaudine de guillon, Sideritis hyssopifolia subsp. guillonii (Timb.-Lagr.) Nyman, 1890, est une sous-espèce de plantes à fleurs de la famille des Lamiaceae. C'est un sous-arbrisseau des coteaux secs d'Europe occidentale.

## Description
La Crapaudine de Guillon est un sous-arbrisseau vivace (chamaephyte) appartenant à la famille des Lamiacées.
Sa floraison a lieu de juillet à septembre sous forme de glomérules et ses fruits sont des akènes.

## Habitat et répartition
Elle colonise les plateaux calcaires à pelouses xérophiles.
Elle est présente en Andorre, en Espagne et en France dans 7 départements du sud-ouest : Aude, Bouches-du-Rhône, Charente et Charente-Maritime, Corrèze, Dordogne, Lot ; elle est protégée en région Poitou-Charente.

## Synonymes
- Sideritis brachystachys Gand., 1889
- Sideritis guillonii Timb.-Lagr., 1872
- Sideritis peyrei subsp. guillonii (Timb.-Lagr.) Coulomb, 1999
- Sideritis scordioides var. guillonii (Timb.-Lagr.) Briq., 1893[3]